# Cuaespinós pit-rogenc
El cuaespinós pit-rogenc (Synallaxis erythrothorax) és una espècie d'ocell de la família dels furnàrids (Furnariidae).
Habita zones amb matolls, arbusts i sotabosc de les terres baixes del Golf de Mèxic des de Mèxic al sud de Veracruz, nord d'Oaxaca, Tabasco, Chiapas i la Península de Yucatán cap al sud fins Belize, est de Guatemala i nord-oest d'Hondures. Al vessant del Pacífic des de Chiapas fins El Salvador.